# オラツィオ・ボルジャンニ
オラツィオ・ボルジャンニ（Orazio Borgianni, 1574年4月6日 – 1616年1月14日）は、イタリアの画家である。

## 略歴
ローマで生まれた。フィレンツェ出身の大工の息子ともされる。ローマでマニエリスムの芸術家から訓練を受けた。義理の兄の画家、建築家のジュリオ・ラッソ (Giulio Lasso) とともにシチリアへ移り、シチリアには1593年にボルジャンニが描いた絵が残されている。その後はスペインに移り、1598年にスペインにいた記録がある。1603年にスペインの画家、パトリシオ・カシェス（Patrizio Cascese, 1544年 - 1611年）やイタリアの画家アントニオ・リッチ (Antonio Ricci, 1565年 - 1635年）らとともにスペイン国王に美術アカデミーの設立を請願した記録がある。
ローマに一時帰国した当時、ローマでその作品が評判になっていたミケランジェロ・メリージ・ダ・カラヴァッジオや彼の追随者の絵画の影響を受けたとされ、そのスタイルはカラヴァッジオの追随者「カラヴァジェスティ」 (Caravaggisti) の代表的な画家とされる。1605年から1607年の間はスペインに戻っていた。その後もローマのサン・カルロ・アッレ・クワトロ・フォンターネ聖堂などの祭壇画を描き、スペインの顧客のためにも多くの作品を描いた。
ローマで没したとされる。

## 作品

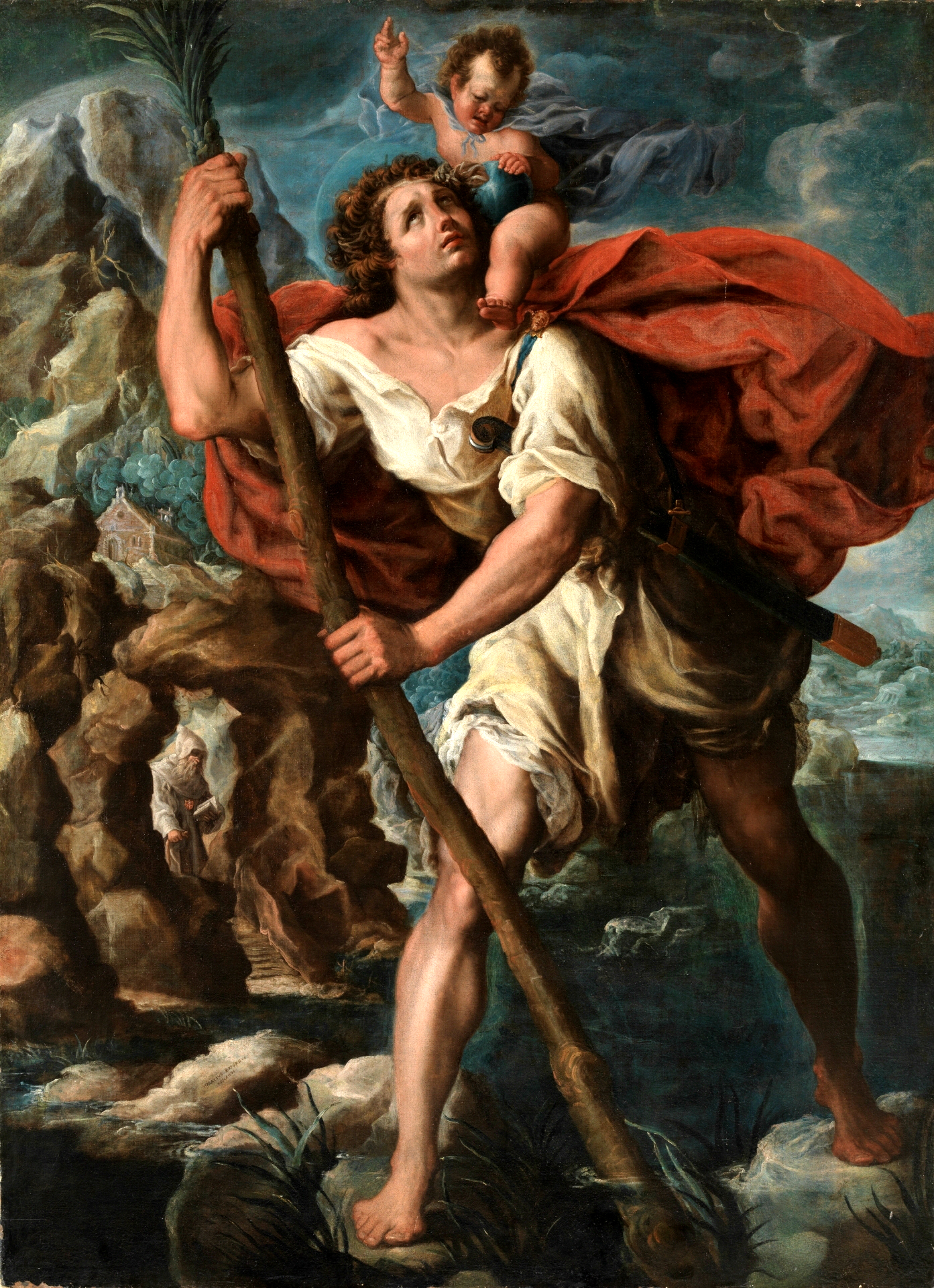
聖クリストフォロス
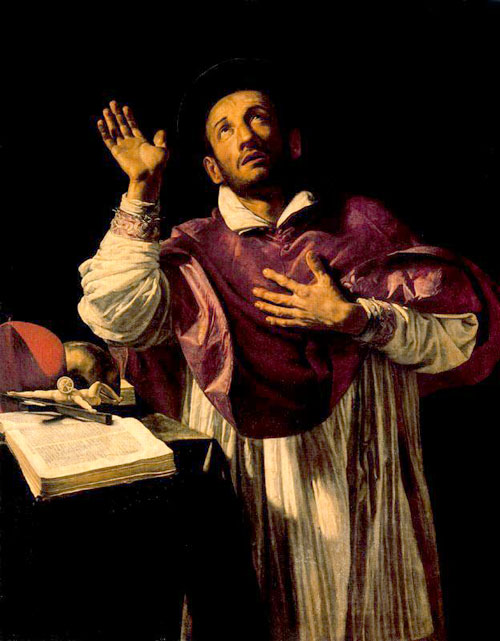
カルロ・ボッロメーオ（1610年）
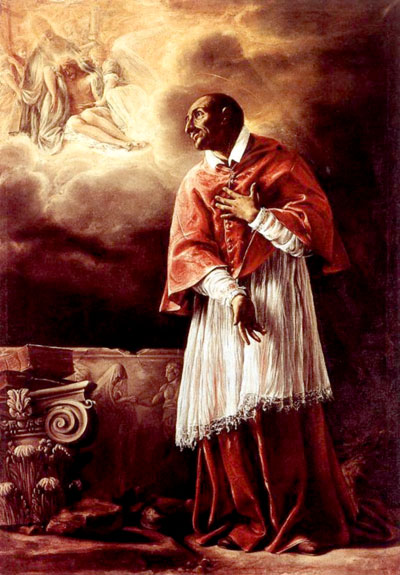
カルロ・ボッロメーオ（1611年/1612年）
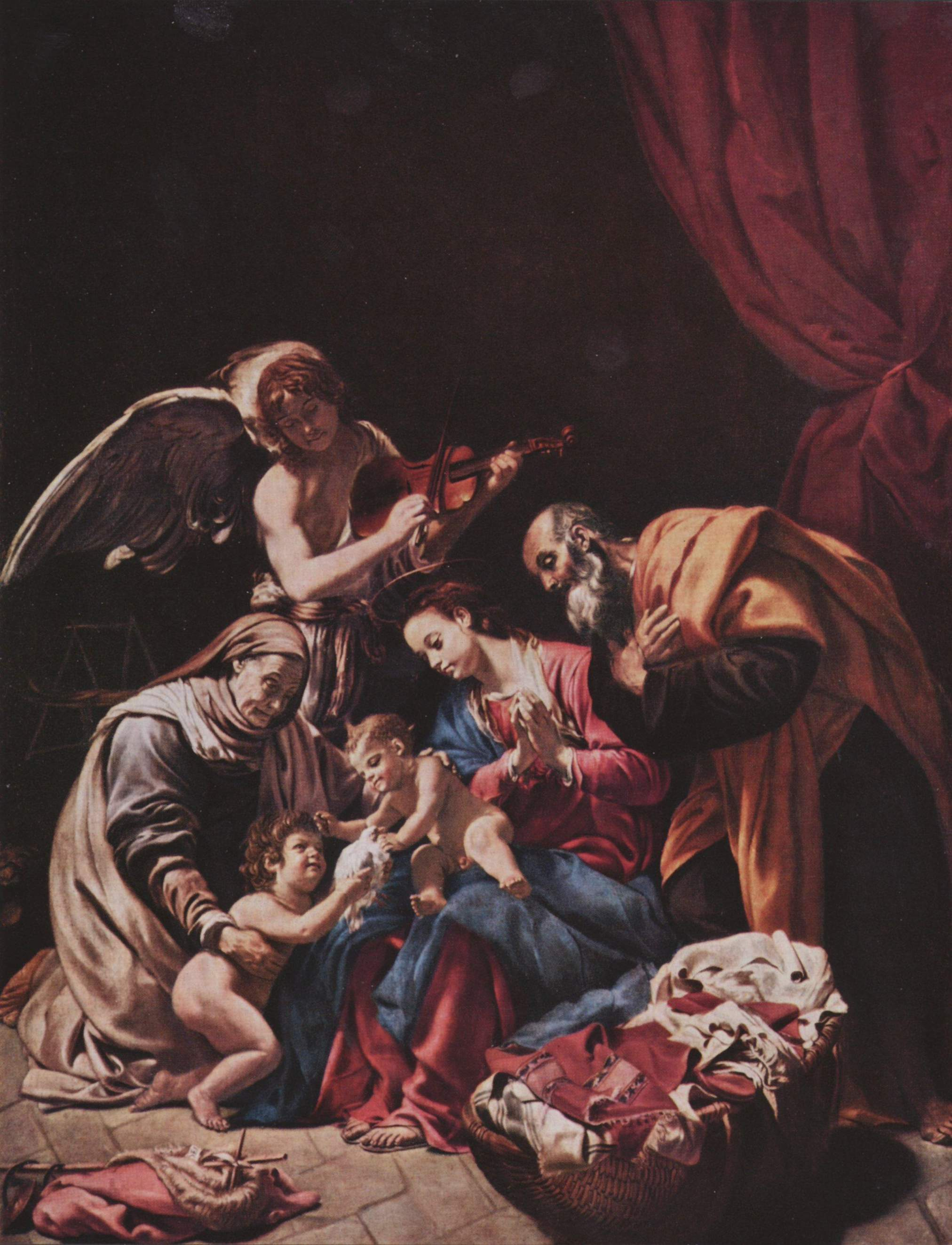
「聖家族」（1615年）